# Mimolaia buckleyi
Mimolaia buckleyi är en skalbaggsart som beskrevs av Bates 1885. Mimolaia buckleyi ingår i släktet Mimolaia och familjen långhorningar. Inga underarter finns listade i Catalogue of Life.